# Etyl lactat
Etyl lactat là một este đơn sắc được hình thành từ axit lactic và ethanol, thường được sử dụng làm dung môi. Nó có công thức là C5H10O3  với khối lượng phân tử là 118,13 g/mol, mật độ là 1,03 g/cm³, nhiệt độ sôi là 154 °C và nhiệt độ nóng chảy là −26 °C.
Hợp chất này có thể phân huỷ sinh học và có thể được sử dụng như một chất làm sạch nước. Etyl lactat được tạo ra từ các nguồn sinh học và có thể là dạng levo (S) hoặc dextro (R), tùy thuộc vào sinh vật là các nguồn axit lactic. Hầu hết sữa etyl lactat có nguồn gốc sinh học là ethyl (-) - L-lactate (ethyl (S) - lactate). Etyl lactat cũng được sản xuất công nghiệp từ các kho dự trữ hóa dầu, và etyl lactate đồng thời cũng bao gồm hỗn hợp racemic của các dạng levo và dextro.
Do tính độc hại tương đối thấp, etyl lactat được sử dụng phổ biến trong các chế phẩm dược, phụ gia thực phẩm, và nước hoa. Etyl lactat cũng được sử dụng làm dung môi cho nitrocellulose, cellulose axetat, và ete cellulose.
Etyl lactat được tìm thấy trong đồ uống có cồn. Etyl lactat có trong bắp cải, đậu Hà Lan, dấm, bánh mì, gà rang, bơ, dứa, mâm xôi và một số loại rượu vang khác nhau. Etyl lactat là một chất tạo hương. Mùi của etyl lactat khi pha loãng là nhẹ với một ít mùi của trái cây và dừa, đa phần là mùi của kem, bơ.
Etyl lactat là một chất lỏng không màu, có thể tan trong nước, mang mùi hương đặc trưng của kem hoặc bơ, hơi của nó nhẹ hơn không khí.